# Eugen von Kessel
Sigismund Armin Eugen von Kessel (* 29. Oktober 1890 in Frankfurt am Main; † 30. Juni 1934 in Berlin) war ein deutscher Offizier und Leiter eines privaten Nachrichtenbüros. Er war einer der Getöteten des sogenannten Röhm-Putsches.

## Leben und Wirken

### Familie

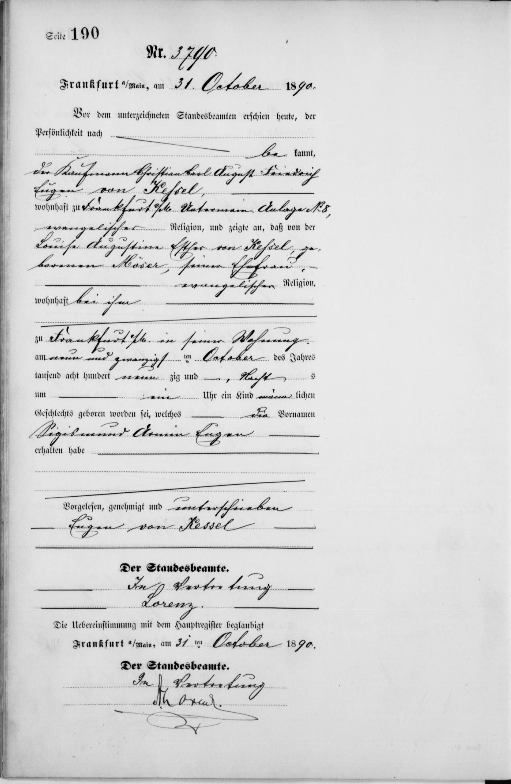
Geburtsurkunde des Eugen von Kessel

Eugen von Kessel wurde als Sohn des Christian Karl August Friedrich Eugen von Kessel (* 19. Mai 1852 in Saarlouis; † 5. Juli 1907 in Zürich) und seiner Gattin Luise Moeser (* 14. November 1867 in Paris; † 13. Juni 1956 in Goslar) geboren. Sein jüngerer Bruder war der Journalist Friedrich Kurt Harald Hans von Kessel (* 27. Mai 1894 in Wiesbaden; † 24. Juni 1973 in Hamburg).
Am 1. Februar 1915 heiratete er in Berlin-Schmargendorf die Schweizerin Edda Joachimi (* 1. Februar 1893 in Meiningen). Aus der Ehe, die am 23. Januar 1926 in Hamburg geschieden wurde, ging eine Tochter, Edda-Elisabeth (* 28. Oktober 1915 in Berlin-Grunewald), hervor, die 1939 Heinrich Knoche heiratete.
Seit dem 22. März 1929 war Kessels geschiedene Frau in zweiter Ehe mit dem Offizier und Rechtsanwalt Franz Maria Liedig verheiratet.

### Jugend, Erster Weltkrieg (1890 bis 1918)
Nach dem Schulbesuch schlug Kessel die Militärlaufbahn ein: 1909 trat er in das 4. Garde-Regiment zu Fuß der preußischen Armee in Berlin ein. Dort erhielt er 1910 das Leutnantspatent.
In den Jahren 1914 bis 1918 nahm von Kessel als Angehöriger eines Artillerieregiments am Ersten Weltkrieg teil, in dem er bis zum Oberleutnant befördert wurde. 

### Freikorps-Aktivitäten und Kapp-Putsch (1919 bis 1920)
Nach dem Ende des Ersten Weltkriegs schloss Kessel sich dem von Oberst Reinhard geführten Freiwilligen-Regiment an, in dem er den Aufbau und die Führung der sogenannten 3. Streifkompanie (auch: Abteilung für polizeilichen Streifendienst; Streifkompanie von Kessel), einer Spezialtruppe für polizeiliche Aufgaben, die in der Westendkaserne in Charlottenburg untergebracht wurde, übernahm. Mit dieser Einheit, der auch etwa fünfzig Beamte der politischen Polizei eingegliedert wurden, beteiligte Kessel sich in den Jahren 1919 und 1920 an der Verfolgung von sozialistischen Organisationen im Berliner Raum (Überwachung und Ausschaltung insbesondere von KPD-Funktionären, Aufbau von Spitzelnetzen) und an den deutsch-polnischen Grenzkonflikten dieser Zeit. Die Kessel'sche Einheit wuchs schließlich zu einer Abteilung von etwa 300 Mann mit der Bezeichnung Hilfspolizei des Berliner Polizeipräsidenten an, zu der auch die so genannte Fliegende Kraftfahrtstaffel K gehörte, die mit Autos, Panzerwagen, Maschinengewehren und Flammenwerfern ausgerüstet wurde und ihren Sitz im Kriminalgericht Moabit hatte. Hierarchisch unterstand die Einheit der Garde-Kavallerie-Schützen-Division und arbeitete mit der Staatsanwaltschaft zusammen.
Anfang März 1919 konnte Kessels Kompanie das Erscheinen der Roten Fahne verhindern und etwa 120 linksradikale Funktionäre verhaften. Auch die Verhaftung von Karl Radek und achtzig Mitgliedern des Roten Soldatenbundes wurde von ihr durchgeführt. Ferner die Erschießung von vierundzwanzig Matrosen am 11. März in der Französischen Straße auf Befehl des Oberleutnant's Otto Marloh von der 3. Streifkompanie.
Für internationale Irritationen sorgte die von Kessel befohlene Verbrennung von im Deutsch-Französischen Krieg von 1870 erbeuteten französischen Kriegstrophäen aus dem Berliner Zeughaus vor dem Denkmal Friedrich des Großen Unter den Linden, um so die von den Alliierten im Vertrag von Versailles geforderte Rückgabe derselben zu verhindern.
Noch 1919 wurde Kessel in die preußische Polizei aufgenommen, in der er es bis zum Polizeihauptmann brachte. Aufgrund seiner Rolle bei der Haftbefreiung des wegen der unmotivierten Erschießung der Matrosen im März 1919 verhafteten Marlohs, sowie aufgrund seiner Unterstützung des Kapp-Putsches im März 1920 – bei dem er an der Besetzung der Reichskanzlei durch die Putschisten beteiligt war und u. a. die in den Zimmern der Kanzlei verbliebenen Papiere (Namensverzeichnisse, Geschäftsordnungen, militärische Befehle und Verhandlungsnotizen) als Belastungsmaterial für ein angedachtes Verfahren gegen die Regierung sicherstellte – wurde er jedoch bereits 1920 wieder aus der Polizei entlassen. Der Prozess gegen ihn wegen der ungerechtfertigten Erschießungen wurde dagegen zu seinen Gunsten entschieden. Uwe Backes wertete das entsprechende Urteil als ein Beispiel für die „Einäugigkeit“ der Weimarer Justiz gegenüber politisch motivierten Vergehen von Rechts.
In den ersten Jahren der Weimarer Republik soll Kessel außerdem an einigen Fememorden beteiligt gewesen sein.

### Späteres Leben und Ermordung (1920 bis 1934)
Um 1921 ließ Kessel sich in Hamburg nieder, wo er als Geschäftsführer für die Großhandelsfirma „Georg von der Bussche Handels-Gesellschaft m.b.H.“ tätig war. Im August 1932 trat er in die Sturmabteilung (SA) ein. Zum 1. März 1933 schloss er sich der NSDAP an (Mitgliedsnummer 1.499.331).
Im Juni 1933 siedelte Kessel nach Berlin über, wo er ein der Gestapo von Rudolf Diels nahestehendes privates Nachrichtenbüro betrieb. Zu diesem Zweck arbeitete er nachweislich mit dem Gestapo-Kommissar Konrad Nussbaum zusammen. Später wurde vielfach behauptet, dass das Kessel'sche Büro sich in besonderem Maße mit der Untersuchung des Reichstagsbrandes vom Februar 1933 befasst habe, wobei Kessel interne Informationen aus NS-Führungskreisen durch Nussbaum sowie durch seine, Kessels, ehemaligen Freikorpskameraden von 1919/1920 Kurt Heller – seit 1933 in der Gestapo tätig – und Martin Kirschbaum – seit 1933 im Stab des Berliner SA-Gruppenführers Ernst – und einigen anderen Vertrauensleuten zugespielt worden seien. Die Historiker Walther Hofer und Edouard Calic schrieben die nach dem Zweiten Weltkrieg von ihnen aufgefundenen, anonymen, sogenannten „K-Aufzeichnungen“, in denen ein Recherchebericht zum Reichstagsbrand vorgelegt wird, später Kessel zu und argumentierten, diese stellten das Ergebnis von Kessels Untersuchungen dar, das dieser vor seinem Tod in Sicherheit habe bringen können.
Am 30. Juni 1934 wurde von Kessel schließlich im Zuge der Röhm-Affäre in seinem Berliner Büro in der Tiergartenstraße von Angehörigen der Gestapo oder des Sicherheitsdienstes der SS erschossen. Der Freikorpsführer Heinz Hauenstein berichtete nach dem Zweiten Weltkrieg, dass er Kessel, von dessen Sekretärin herbeigeholt, am Nachmittag des 30. Juni in dessen Wohnung mit zwei Schüssen im Hinterkopf vorgefunden habe.
Der deutschen Öffentlichkeit wurde Kessels Ermordung verschwiegen. Sie wurde aber in diversen ausländischen Zeitungen vermeldet.

### Theorien über die Ermordung Kessels
Hans von Kessel behauptete 1957 in einem Brief an das Nachrichtenmagazin Der Spiegel, der Mord an seinem Bruder sei wie folgt abgelaufen: Zuerst sei Reinhard Heydrich mit einem Rollkommando der SS in Kessels Wohnung im Tiergartenviertel erschienen. Dieses habe sofort bei Betreten der Räumlichkeiten das Feuer eröffnet, worauf Eugen von Kessel hinter seinem Schreibtisch zusammengesunken sei. Bald darauf, so fährt Hans von Kessel – unter Berufung auf angebliche Aussagen seiner Mutter und einer Sekretärin seines Bruders – fort, sei Hermann Göring erschienen und habe „dem Röchelnden den Fangschuss“ gegeben. Kessel räumte selbst ein, dass diese Schilderung mit der „Vorstellung, die man sich gewöhnlich von ihm (Göring)“ mache, nicht übereinstimme, gab jedoch zu bedenken, dass sein Bruder Göring durch seine eidesstattlichen Versicherungen im Zusammenhang mit den polizeilichen Untersuchung des Reichstagsbrandes und dem Mord an dem DNVP-Politiker Oberfohren schwer belastet habe. In der historischen Forschung werden an dieser Darstellung jedoch starke Zweifel gehegt: Backes bestätigt in seiner Darstellung der Ereignisse zwar, dass „drei Agenten der Gestapo“ in Kessels Wohnung erschienen seien und ihn erschossen hätten, charakterisiert Hans von Kessels Schilderungen jedoch als „Räuberpistole“. Insbesondere misstraut er der Behauptung von der Anwesenheit Heydrichs und Görings, da ihm zufolge die Präsenz von „so viel Prominenz“ am Ort eines Mordes des 30. Juni sonst nirgendwo vorgekommen sei und gerade diese beiden NS-Führer am 30. Juni die meiste Zeit in ihren jeweiligen Kommandozentralen verbracht hätten. Später präzisierte Kessel seine Darstellung dahingehend, dass sein Bruder im Innenministerium verhaftet und unter dem Vorwand einer Haussuchung seiner Wohnung beiwohnen zu sollen in diese gebracht worden sei, wo man ihn erschossen und versuchte habe, die Tat als Suizid zu tarnen.
Während Christoph Graf und Walther Hofer davon ausgingen, dass mit Kessel ein „unbequemer Geheimnisträger“ im Zusammenhang mit dem Reichstagsbrand vom Februar 1933 beseitigt wurde, sieht Backes Kessels Ermordung in der Rivalität Himmlers und Heydrichs mit dem gestürzten ehemaligen Gestapo-Chef Diels begründet.
Heinz Hauenstein berichtete in den 1950er Jahren, dass Kessel im Auftrag von Franz von Papen der Gestapo (vor deren Übernahme durch die SS im April 1934) Berichte über Übergriffe der SS gemeldet habe. Die „Gruppe von SS-Leuten, deren Überschreitungen Kessel angezeigt“ habe, habe ihn erschossen.
Hans Bernd Gisevius behauptete in seinen Lebenserinnerungen, dass Kessels Mörder dieselben Männer gewesen seien, die am selben Tag den Ministerialdirektor Erich Klausener im Verkehrsministerium und einige andere, der NS-Führung unliebsame, Personen im Regierungsviertel erschossen hätten. Ihr Vorgehen sei dabei sehr systematisch gewesen und die Ausführung der Taten immer die gleiche gewesen: Checklistenartig wären sie, nach und nach, in die Büros und Wohnungen ihrer Opfer eingedrungen, hätten diese wortlos niedergeschossen und seien dann sogleich zu ihrem nächsten Opfer weitergefahren. Motiv für den Mord an von Kessel sei ganz allgemein gewesen, dass er „ein der Gestapo unbequemes Nachrichtenbüro in der Potsdamer Straße“ geleitet habe. Da zahlreiche von Gisevius aufgestellte Behauptungen später von der historischen Forschung widerlegt wurden, muss auch dieser Angabe mit Skepsis begegnet werden.

## Archivalien
Im Bundesarchiv hat sich die NSDAP-Karteikarte zu Eugen von Kessel erhalten. Außerdem der Verwaltungsakt zu seiner Aufnahme in die NSDAP (NS 23/157).